# Арий
Арий е древноримски християнски теолог, основоположник на арианството.
Арий е роден в Древна Либия, бил е възпитаник на Лукиан Антиохийски, бил е презвитер във Александрийската патриаршия. Осъден е на първия (Никейски) Вселенски събор от присъствалите на него 318 свети отци.